# Natação no Campeonato Mundial de Esportes Aquáticos de 2017 - 4x100 m livre masculino
A prova do revezamento 4x100 metros livre masculino da natação no Campeonato Mundial de Esportes Aquáticos de 2017 ocorreu no dia 23 de julho em Budapeste na Hungria.

## Recordes
Antes desta competição, os recordes mundiais e do campeonato nesta prova eram os seguintes:
| Tipo                  | Atleta         | Tempo   | Local  | Data                 |
| --------------------- | -------------- | ------- | ------ | -------------------- |
|                       | Estados Unidos | 3:08.24 | Pequim | 11 de agosto de 2008 |
| Recorde do campeonato | Estados Unidos | 3:09.21 | Roma   | 26 de julho de 2009  |

## Medalhistas
| Ouro | Prata                                                                      | Bronze                                                                 |
| Estados Unidos · Caeleb Dressel · Townley Haas · Blake Pieroni · Nathan Adrian · Zach Apple · Michael Chadwick | Brasil · Gabriel Santos · Marcelo Chierighini · César Cielo · Bruno Fratus | Hungria · Dominik Kozma · Nándor Németh · Péter Holoda · Richárd Bohus |

## Resultados

### Eliminatórias
Esses foram os resultados das eliminatórias. Foram realizadas no dia 23 de julho com início às 11:50. 
| Pos. | Bateria | Raia | Nacionalidade  | Nadadores                                                                                                   | Tempo   | Notas            |
| ---- | ------- | ---- | -------------- | --- | ------- | ---------------- |
| 1    | 1       | 5    | Brasil         | Gabriel Santos (48.84) Marcelo Chierighini (47.75) César Cielo (48.15) Bruno Fratus (47.60)                 | 3:12.34 | Q                |
| 2    | 1       | 4    | Austrália      | Cameron McEvoy (48.04) Zac Incerti (48.62) Alexander Graham (48.28) Jack Cartwright (47.51)                 | 3:12.45 | Q                |
| 3    | 2       | 4    | Estados Unidos | Blake Pieroni (48.40) Michael Chadwick (48.74) Zach Apple (48.16) Townley Haas (47.60)                      | 3:12.90 | Q                |
| 4    | 2       | 6    | Itália         | Luca Dotto (49.05) Ivano Vendrame (47.85) Alessandro Miressi (47.94) Filippo Magnini (48.42)                | 3:13.26 | Q                |
| 5    | 2       | 2    | Hungria        | Dominik Kozma (48.61) Nándor Németh (48.52) Péter Holoda (48.08) Richárd Bohus (48.07)                      | 3:13.28 | Q,               |
| 6    | 2       | 5    | Rússia         | Aleksandr Popkov (49.05) Nikita Korolev (48.43) Nikita Lobintsev (47.96) Vladimir Morozov (48.40)           | 3:13.84 | Q                |
| 7    | 1       | 3    | Japão          | Katsumi Nakamura (48.71) Shinri Shioura (48.40) Katsuhiro Matsumoto (48.48) Junya Koga (49.23)              | 3:14.82 | Q                |
| 8    | 2       | 3    | Canadá         | Yuri Kisil (48.88) Markus Thormeyer (48.50) Javier Acevedo (48.43) Carson Olafson (49.07)                   | 3:14.88 | Q                |
| 9    | 2       | 0    | Sérvia         | Velimir Stjepanović (48.77) Sebastian Sabo (48.60) Ivan Lenđer (48.87) Andrej Barna (49.40)                 | 3:15.64 | Recorde nacional |
| 10   | 1       | 9    | Países Baixos  | Kyle Stolk (49.40) Stan Pijnenburg (48.91) Ben Schwietert (48.97) Jesse Puts (48.81)                        | 3:16.09 |                  |
| 11   | 1       | 6    | Grécia         | Apostolos Christou (49.36) Odysseus Meladinis (49.65) Christos Katrantzis (50.04) Kristian Golomeev (47.87) | 3:16.92 |                  |
| 12   | 2       | 7    | África do Sul  | Douglas Erasmus (49.99) Clayton Jimmie (49.64) Myles Brown (48.71) Zane Waddell (49.07)                     | 3:17.41 |                  |
| 13   | 1       | 8    | China          | Lin Yongqing (49.57) Yu Hexin (48.97) Cao Jiwen (49.53) Ma Tianchi (49.62)                                  | 3:17.69 |                  |
| 14   | 1       | 0    | Nova Zelândia  | Matthew Stanley (49.58) Sam Perry (49.35) Corey Main (49.22) Daniel Hunter (49.59)                          | 3:17.74 |                  |
| 15   | 1       | 7    | Egito          | Ali Khalafalla (49.80) Mohamed Samy (48.89) Youssef Abdalla (50.27) Mohamed Hussein (49.27)                 | 3:18.23 | Recorde nacional |
| 16   | 1       | 2    | Bielorrússia   | Artsiom Machekin (49.43) Viktar Krasochka (49.22) Viktar Staselovich (50.55) Anton Latkin (50.42)           | 3:19.62 |                  |
| 17   | 2       | 9    | Israel         | Liran Konovalov (50.48) Yakov Toumarkin (50.00) Denis Loktev (50.39) Tomer Frankel (50.36)                  | 3:21.23 |                  |
| 18   | 2       | 8    | Letônia        | Uvis Kalniņš (50.15) Daniils Bobrovs (52.36) Nikolajs Maskaļenko (51.32) Girts Feldbergs (50.57)            | 3:24.40 | Recorde nacional |
| 19   | 2       | 1    | Uzbequistão    | Aleksey Tarasenko (51.45) Artyom Kozlyuk (50.96) Daniil Bukin (52.74) Khurshidjon Tursunov (49.95)          | 3:25.10 |                  |
| 20   | 1       | 1    | Paraguai       | Charles Hockin (50.99) Willian Vallejos (52.78) Matias Lopez (52.06) Benjamin Hockin (50.15)                | 3:25.98 |                  |

### Final
A final foi realizada em 30 de julho às 17h39. 
| Pos.              | Raia   | Nadadores                                                            | Nacionalidade                                                                                  | Tempo   | Notas            |
| ----------------- | ------ | -------------------------------------------------------------------- | ---------------------------------------------------------------------------------------------- | ------- | ---------------- |
| Medalha de ouro   | 3      | Estados Unidos                                                       | Caeleb Dressel (47.26 ) Townley Haas (47.46) Blake Pieroni (48.09) Nathan Adrian (47.25)       | 3:10.06 |                  |
| Medalha de prata  | 4      | Brasil                                                               | Gabriel Santos (48.30) Marcelo Chierighini (46.85) César Cielo (48.01) Bruno Fratus (47.18)    | 3:10.34 | Recorde nacional |
| Medalha de bronze | 2      | Hungria                                                              | Dominik Kozma (48.26 ) Nándor Németh (48.04) Péter Holoda (48.48) Richárd Bohus (47.21)        | 3:11.99 | Recorde nacional |
| 4                 | 7      | Rússia                                                               | Danila Izotov (48.98) Vladimir Morozov (47.52) Nikita Lobintsev (48.09) Nikita Korolev (47.99) | 3:12.58 |                  |
| 5                 | 1      | Japão                                                                | Katsumi Nakamura (48.60) Shinri Shioura (48.11) Katsuhiro Matsumoto (48.31) Junya Koga (48.63) | 3:13.65 | Recorde nacional |
| 6                 | 8      | Canadá                                                               | Yuri Kisil (48.66) Markus Thormeyer (48.51) Javier Acevedo (49.03) Carson Olafson (49.05)      | 3:15.25 |                  |
|                   | 5      | Austrália                                                            | Jack Cartwright (48.34) Zac Incerti (48.28) Cameron McEvoy (48.04) Alexander Graham            | DSQ     | DSQ              |
| 6                 | Itália | Luca Dotto (48.64) Ivano Vendrame Alessandro Miressi Filippo Magnini |                                                                                                | DSQ     | DSQ              |

Legenda
| Recorde mundial       | Recorde mundial (World record)               |                       | Recorde africano                      | Recorde africano (African) |                                           | Q | Classificado por posição (Qualified) |
| Recorde do campeonato | Recorde do campeonato (Championship record)  | Recorde da América    | Recorde da América (Americas)         | q                          | Classificado por melhor tempo (Qualified) |   |                                      |
| Melhor marca do ano   | Melhor marca do ano (World leading)          | Recorde asiático      | Recorde asiático (Asian)              | DNS                        | Não largou (Did not start)                |   |                                      |
| Recorde nacional      | Recorde nacional (National record)           | Recorde europeu       | Recorde europeu (European)            | DNF                        | Não terminou (Did not finish)             |   |                                      |
| Recorde pessoal       | Recorde pessoal do atleta (Personal best)    | Recorde da Oceania    | Recorde da Oceania (Oceania)          | DSQ / DQ                   | Desclassificado (Disqualified)            |   |                                      |
| Recorde da temporada  | Recorde da temporada do atleta (Season best) | Recorde sul-americano | Recorde sul-americano (South America) | NM                         | Sem marca (No mark)                       |   |                                      |